# Abies vejarii
Abies vejarii é uma espécie de conífera da família Pinaceae.
Apenas pode ser encontrada no México.